# Igor Rezende
Igor Rezende Efimovicius, mais conhecido como Igor Rezende (São Paulo, 6 de abril de 1994), é um futebolista brasileiro e influenciador digital que atua como goleiro. Atualmente é membro de canais Brazil Kickers, Reversão e Projeto Camisa 12 no YouTube.

## Carreira

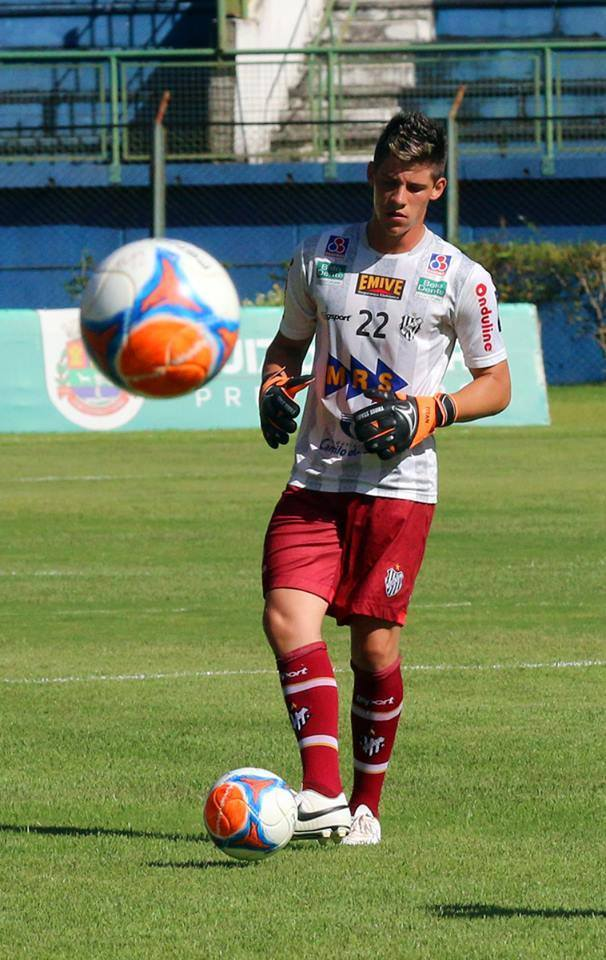
Em atividade pelo Tupi-MG, no Estádio Mario Heleno

#### Tupi FC (MG)
Iniciou oficialmente sua carreira quando chegou ao Tupi em 2012 e logo após fazer parte do grupo que disputou o Campeonato Mineiro Sub20 e a Taça BH de Juniores, se destacou no ano de 2013 durante a Copa Integração Sub20 por suas defesas de pênaltis, defendendo uma cobrança nas semifinais e mais duas na grande final.
Defesas que contrabalancearam 3 cobranças consecutivamente desperdiçadas por seus companheiros, onde a equipe de Cataguases venceu o Tupi por 2 x 1. Foi o Melhor Goleiro da competição com 6 gols sofridos em 10 jogos, se destacando juntamente com Serginho Portugal, artilheiro da competição com 6 gols. Igor se uniu ao elenco principal do Tupi no dia 7 de Janeiro de 2014, relacionado para 5 partidas do Campeonato Mineiro como reserva, com o fim de seu vínculo com o clube em agosto de 2014. 

#### Uberabinha (MG)
Em Setembro, integrou o grupo do Uberabinha que chegou nas semifinais da Copa Alterosa Sub20 com uma bela campanha, tendo seu trabalho coroado com a premiação de Goleiro Menos Vazado, com 3 gols sofridos em 9 jogos, e concorrente nas premiações de Revelação e Craque da competição.

#### América (RJ) & Artsul FC (RJ)

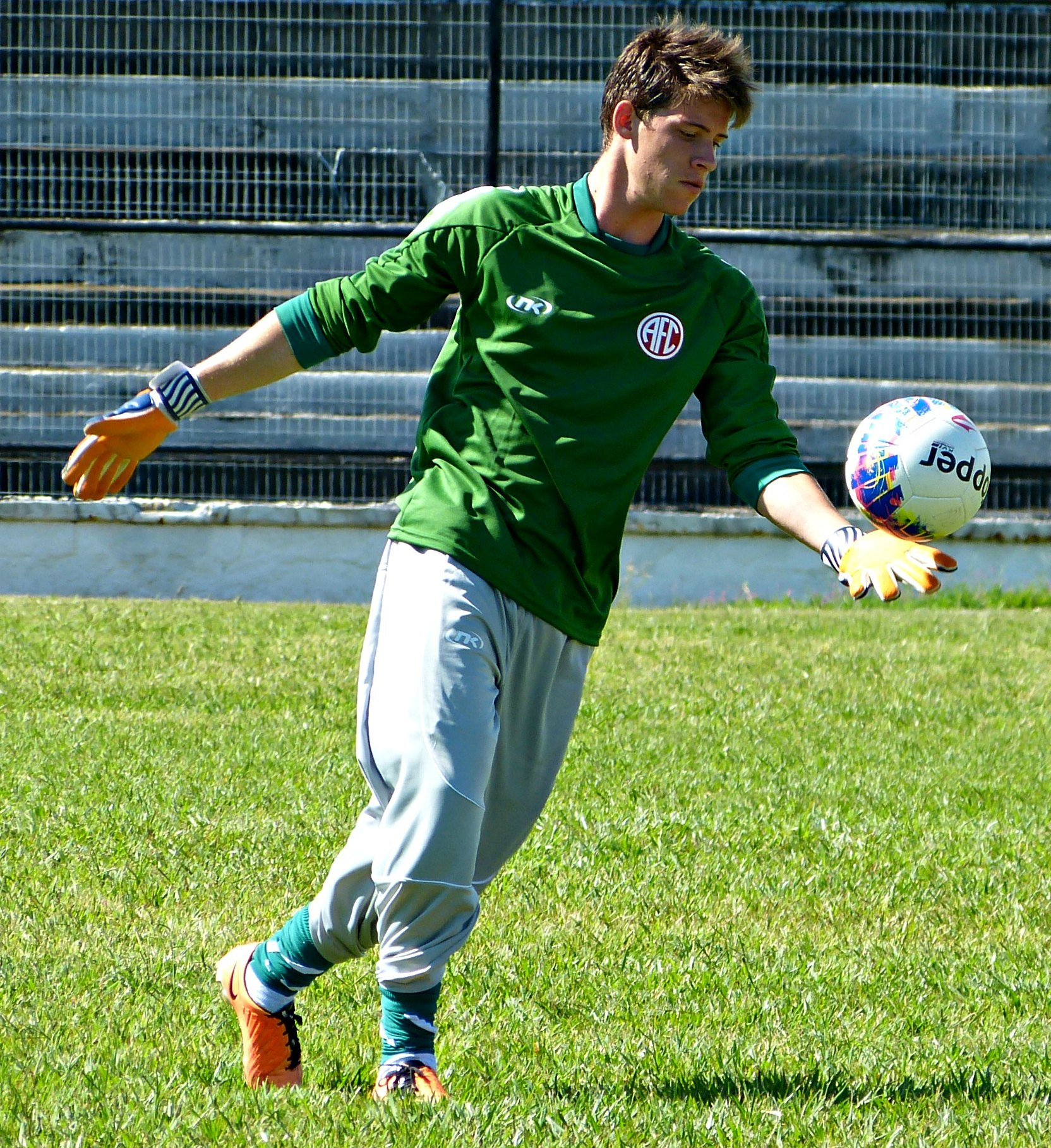
Igor Rezende no América (RJ)

Em fevereiro, passa por avaliações na equipe do América, onde permanece até Abril, tendo seu contrato assinado com a equipe do estádio Giulite Coutinho. Em maio de 2015, foi emprestado ao Artsul-RJ, começando entre os reservas e tendo oportunidade com a lesão do goleiro Adilson na sétima rodada da competição. 
Foi destaque na conquista do primeiro turno da Série C do Campeonato Carioca, o primeiro título da história do clube. Foi eleito o melhor goleiro da 8ª rodada da competição, na vitória do Artsul sobre Búzios por 2 a 0 no Estádio Nivaldo Pereira. 

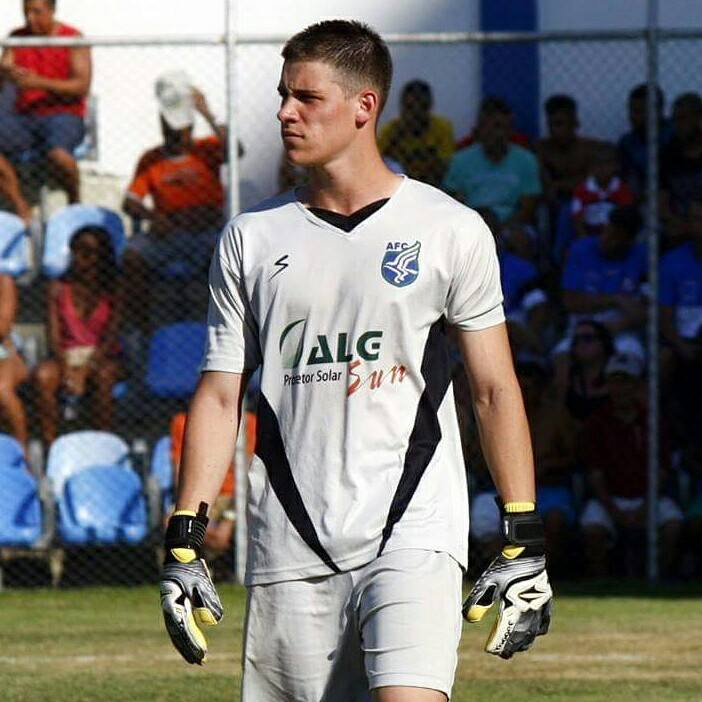
Na final da Série C do Carioca, pelo Artsul FC.

Ao fim da competição, o retrospecto do clube foi acima do esperado, conquistando o título do primeiro turno, sendo vice-campeão no segundo turno na derrota por 2-0 para Campos e sendo vencido na grande final da Série C do Campeonato Carioca pela forte equipe do Itaboraí, no resultado agregado de 3-1 para a equipe do Itaboraí, resultado ocorrido na primeira partida em Madureira. 
Na segunda partida, fez brilhantes defesas que o levaram a ser o destaque do confronto pelas rádios FutRio e NetGol, mas que foram insuficientes para levar a equipe de Austin ao título, no momento que precisava de apenas um gol para levar a disputa para as penalidades, placar final de 0-0 e título para Itaboraí.

Seu vínculo com o Artsul se encerrou em 31 de Agosto de 2015, agradecendo a oportunidade na página oficial do America (RJ). Permaneceu no América até o fim de seu contrato, em dezembro de 2016.

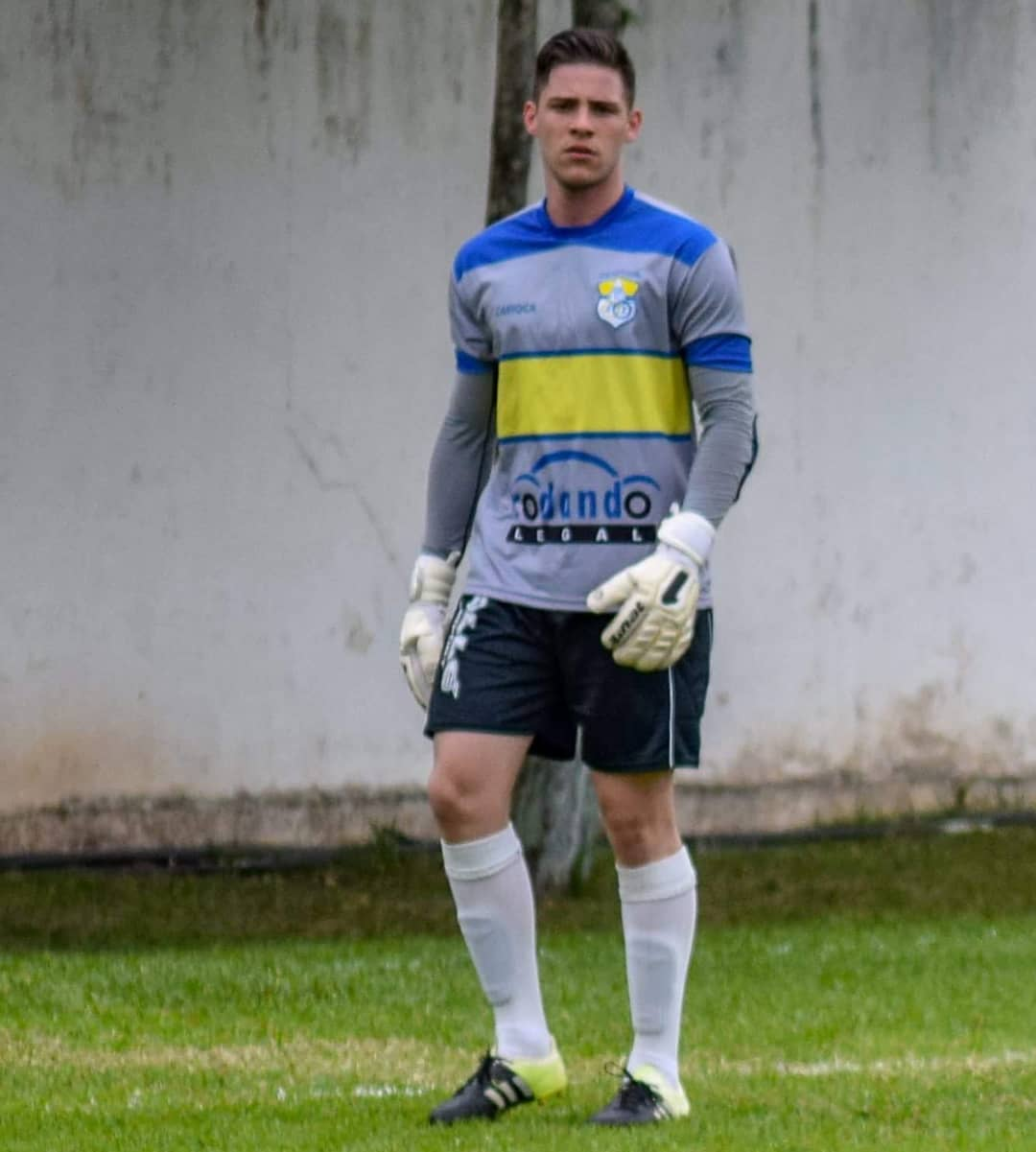
Igor atuando pelo São José-RJ, pela Série C do Carioca.

#### São José (RJ)
Após 2 anos sem atuar, fazendo outros trabalhos fora do futebol, voltou a jogar ao assinar com o São José(RJ), para a sequência da Série C do Campeonato Carioca de 2018.
Foi destaque logo na estreia, conseguindo importante vitória e sendo escolhido para a Seleção da Rodada FutRio. Teve apenas 3 jogos, com a equipe sendo eliminada às vésperas de um jogo contra o Atlético Carioca, com condições de classificação. O clube do Noroeste Fluminense deixou de pagar os três borderôs - taxas operacionais - das partidas em que foi mandante na primeira fase da competição.

### Internet & Futebol 7
Após a última passagem pelo São José (RJ), vem a ingressar na internet oficialmente em 2018, no canal Brazil Kickers, onde rapidamente passou a se destacar por suas defesas e seu conteúdo humorístico, participando na chegada do canal a seu 1º milhão de inscritos, com conteúdos de performance futebolística com convidados da internet e do alto nível do futebol como Cafú, Darío Conca, Vagner Love, entre outros,  levando-o a participar de diversos outros canais conhecidos do YouTube, como Julio Cocielo, Desimpedidos, Banheiristas, Falcão 12 Oficial, etc..

#### Supercopa Desimpedidos

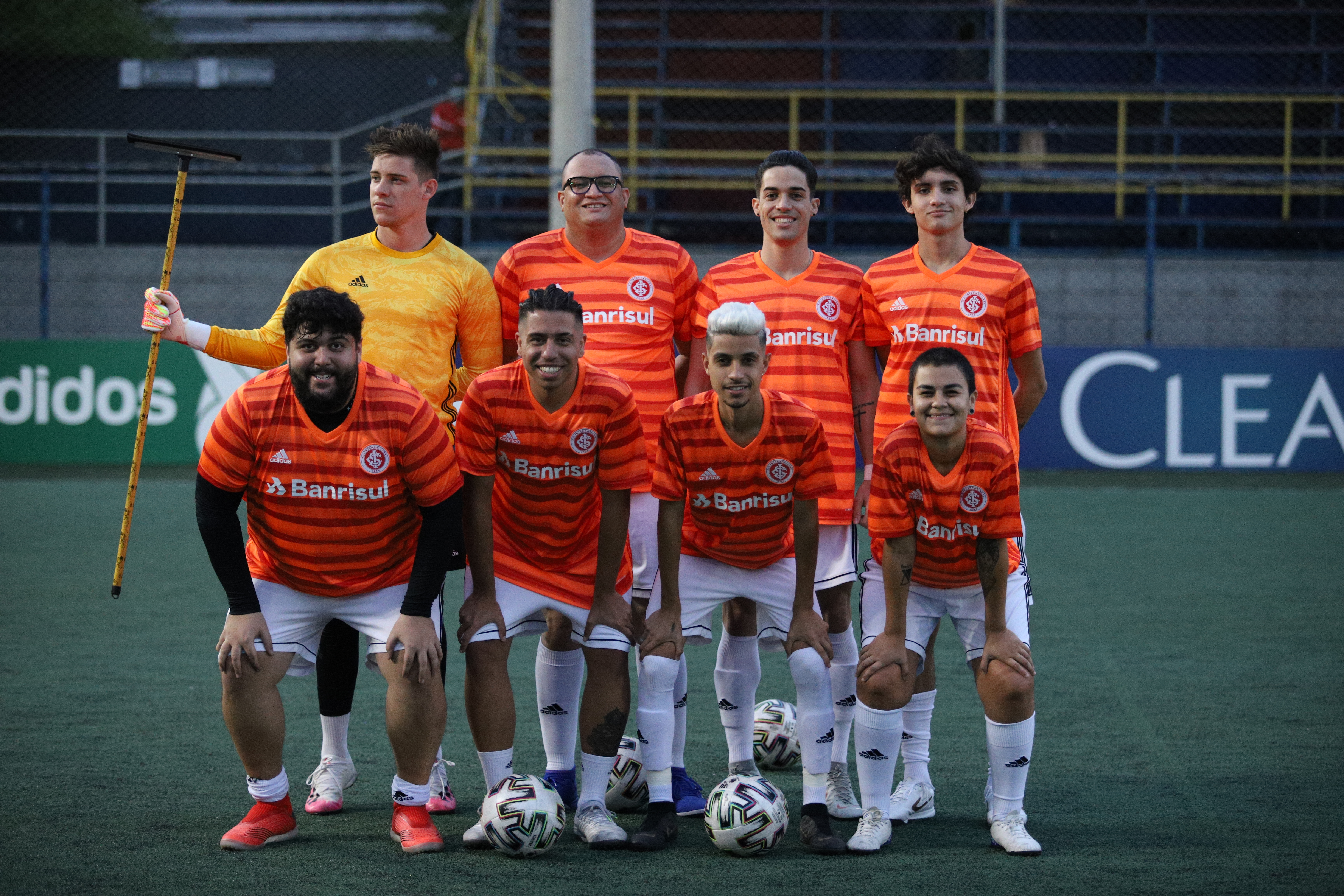
Internacional na SuperCopa Desimpedidos 2020

Em 2019 passa a participar de torneios esportivos entre influenciadores, disputando a Supercopa Desimpedidos com a camisa do Bayern de Munique, mas atuando na linha e sequer passando da fase de grupos do torneio, porém veio a ser chamado para o Superclássico Desimpedidos do mesmo ano, no Pacaembu, e saindo vencedor sendo destaque, com boas defesas e pegando dois pênaltis após um empate dramático no último lance, por 1 a 1. Pênaltis sendo defendidos sobre Tulinho (filho de Túlio Maravilha ) e sobre o ex-jogador do Corinthians e da seleção polonesa Roger Guerreiro. Em 2020, volta a participar da Supercopa Desimpedidos, atuando como goleiro, e vem a ser campeão com a camisa do Internacional em cima do Arsenal de Fred Desimpedidos, ao lado de Lucaneta, com quem viria a jogar no mesmo ano no Banheiristas FC.

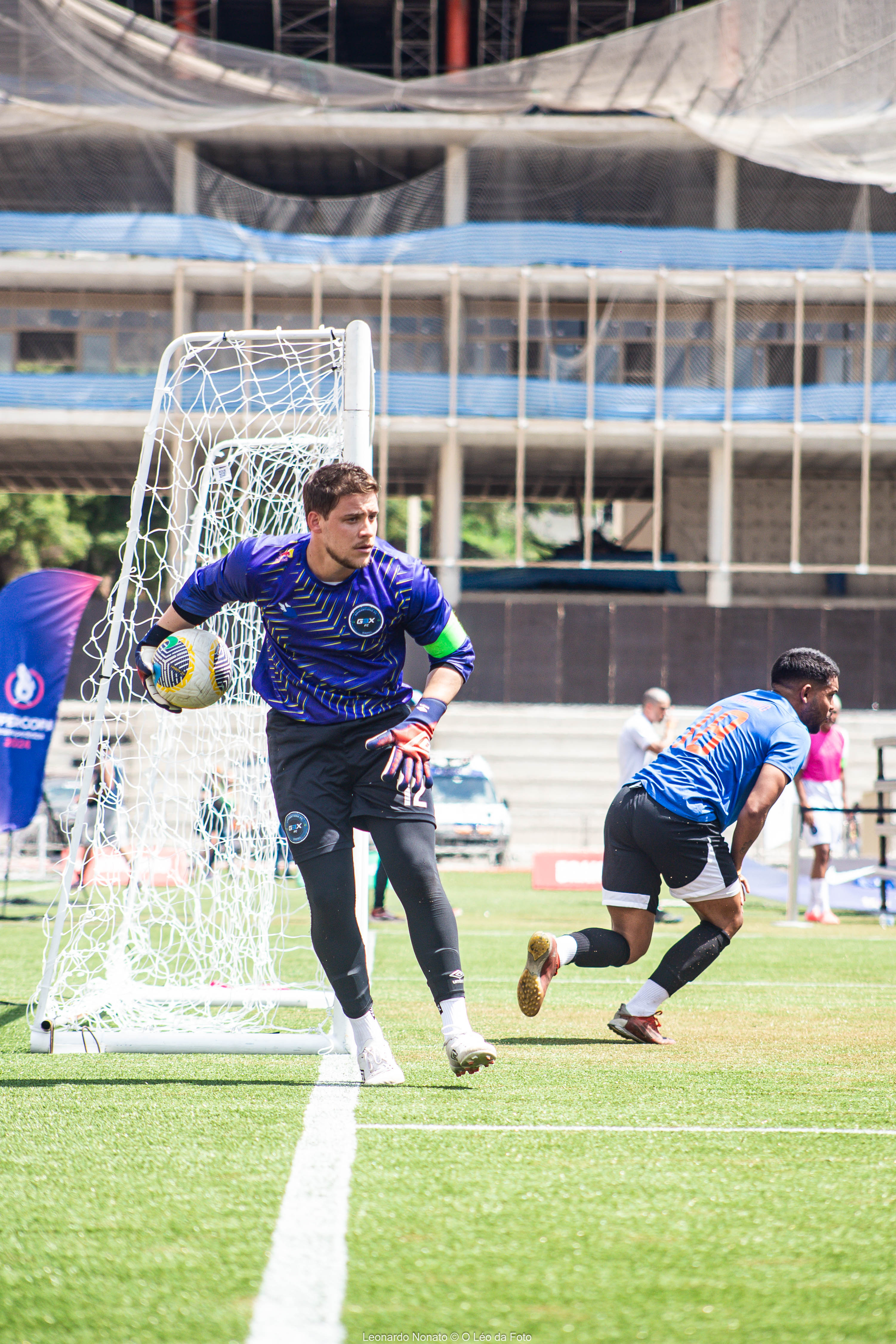
Igor, em campo pelo G3X FC na SuperCopa Desimpedidos

Depois de um tempo afastado, Igor retorna a disputar a competição em 2024, com a saída de Fred para outros projetos, e dessa vez com a equipe do G3X FC, gerida por Gaulês e comandada por Velho Vamp e Apoka, com a competição em outro formato, estilo TST, numa mescla entre influenciadores e atletas, se destacando principalmente na final (mais uma vez no Pacaembu, agora reformado) contra a equipe da Furia, contra quem o G3X já tinha um histórico e rivalidade construídos na Kings League do mesmo ano. No final da partida, realiza defesa cara a cara contra Lipão no que seria o gol do título por parte dos furiosos, e logo após isso Kelvin Oliveira faria o gol que daria o primeiro título de futebol para a equipe do G3X em sua história.

#### Banheiristas FC

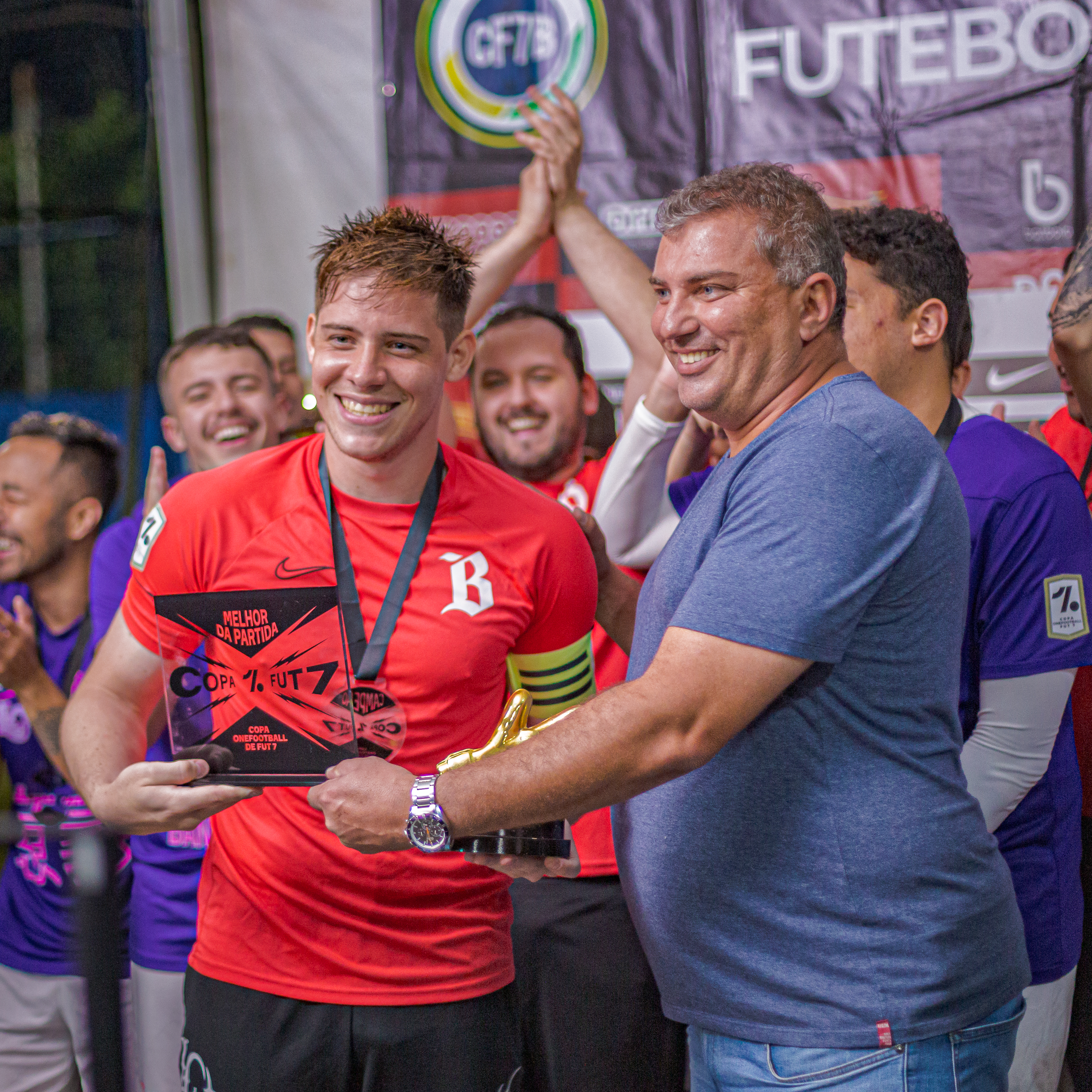
Campeão, melhor goleiro e melhor jogador da final da Copa OneFootball

No final de 2020, começa sua jornada de 4 anos com a equipe do Banheiristas FC, sendo peça importante do time desde sua entrada e se tornando pouco tempo depois o capitão da equipe. Na sua primeira participação oficial em competições, o Banheiristas FC fica pelas quartas-de-final da Copa Playball, contra a fraca e desleal equipe do Maestria, num jogo muito conturbado por parte da arbitragem. Seria apenas o combustível da equipe para os projetos seguintes.
O primeiro título da equipe vem em 2021, na sua segunda temporada, disputando a Copa OneFootball, após duas finais duríssimas contra o Toda Vida FC, com um registro invicto de 10 jogos, 9 vitórias e apenas 1 empate, sagrando-se campeão, melhor goleiro e melhor jogador da final.
Em 2022, o segundo título vem com a terceira temporada do projeto Banheiristas FC, o primeiro título internacional, em solo argentino, foi a BA Cup disputada em Buenos Aires, com campanha também invicta e domínio total das partidas, sendo efetivo nos poucos lances que foi exigido na competição. 

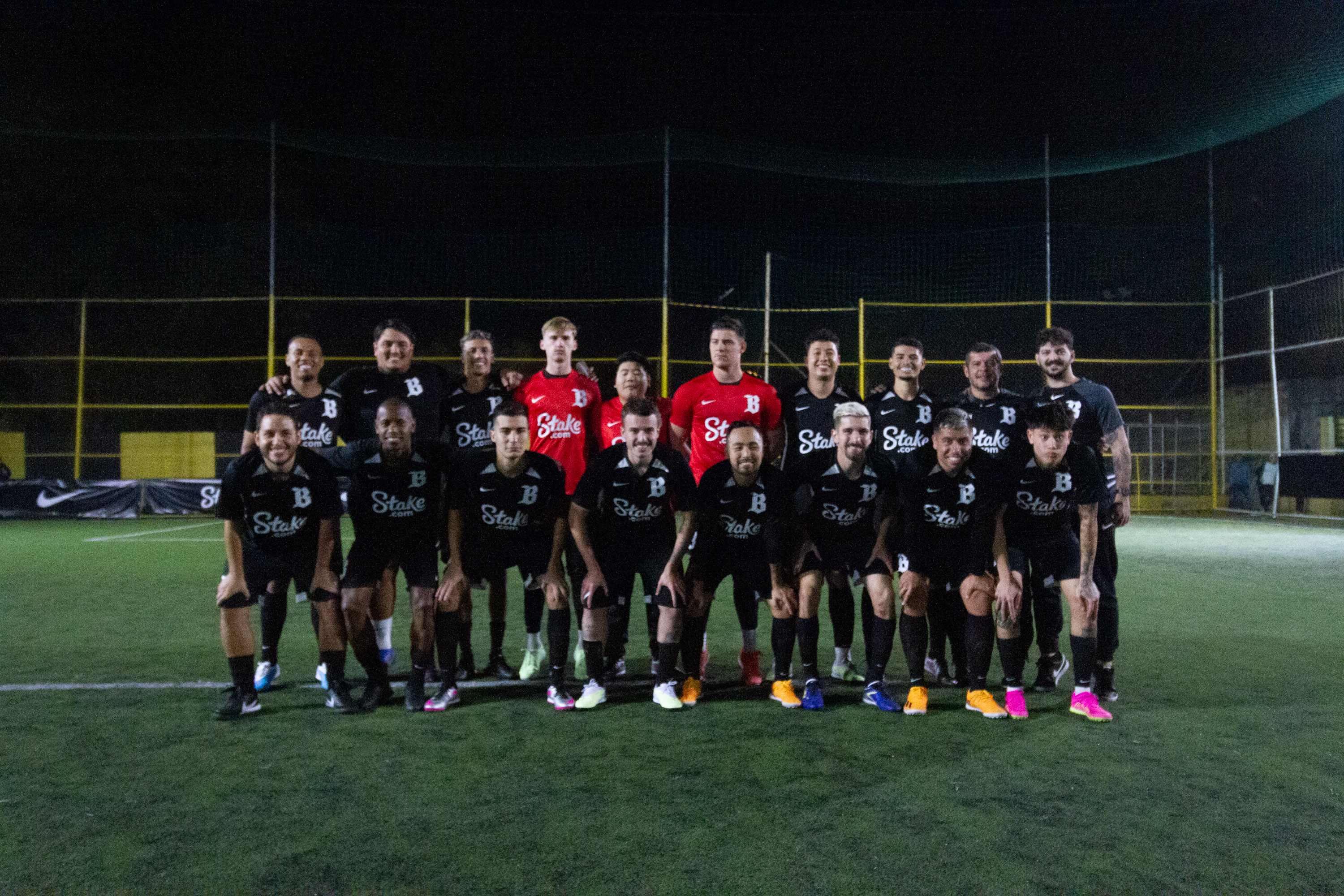
Banheiristas FC PRO, em 2023

O BFC conquista o torneio sem nenhuma derrota nos 5 jogos disputados na competição, incluindo um jogo contra a covarde equipe venezuelana que, ao sofrer uma goleada, partiu para a agressão contra a equipe brasileira, sem sucesso nisso também, sendo favorecida pela organização do campeonato que achou pertinente punir com suspensões os jogadores do Banheiristas que foram agredidos, tentando prejudicar a equipe mais uma vez sem sucesso, porque os brasileiros se sagraram campeões da mesma forma.

Em 2023, o projeto Banheiristas FC toma outra proporção e passa a ser Banheiristas PRO, realizando 4 partidas contra equipes profissionais de Futebol 7, 2 jogos em Porto Alegre (contra Internacional e Mind7) e 2 jogos em Belo Horizonte (América-MG e Tupi). Apesar das boas exibições, o time não foi capaz de sobrepor as fracas e tendenciosas arbitragens caseiras, saindo dessa temporada com 1 vitória (sobre o Internacional) e 1 empate (com derrota nos shoot-outs para o Tupi-MG) e 2 derrotas. Seria a última participação de Igor com a equipe.

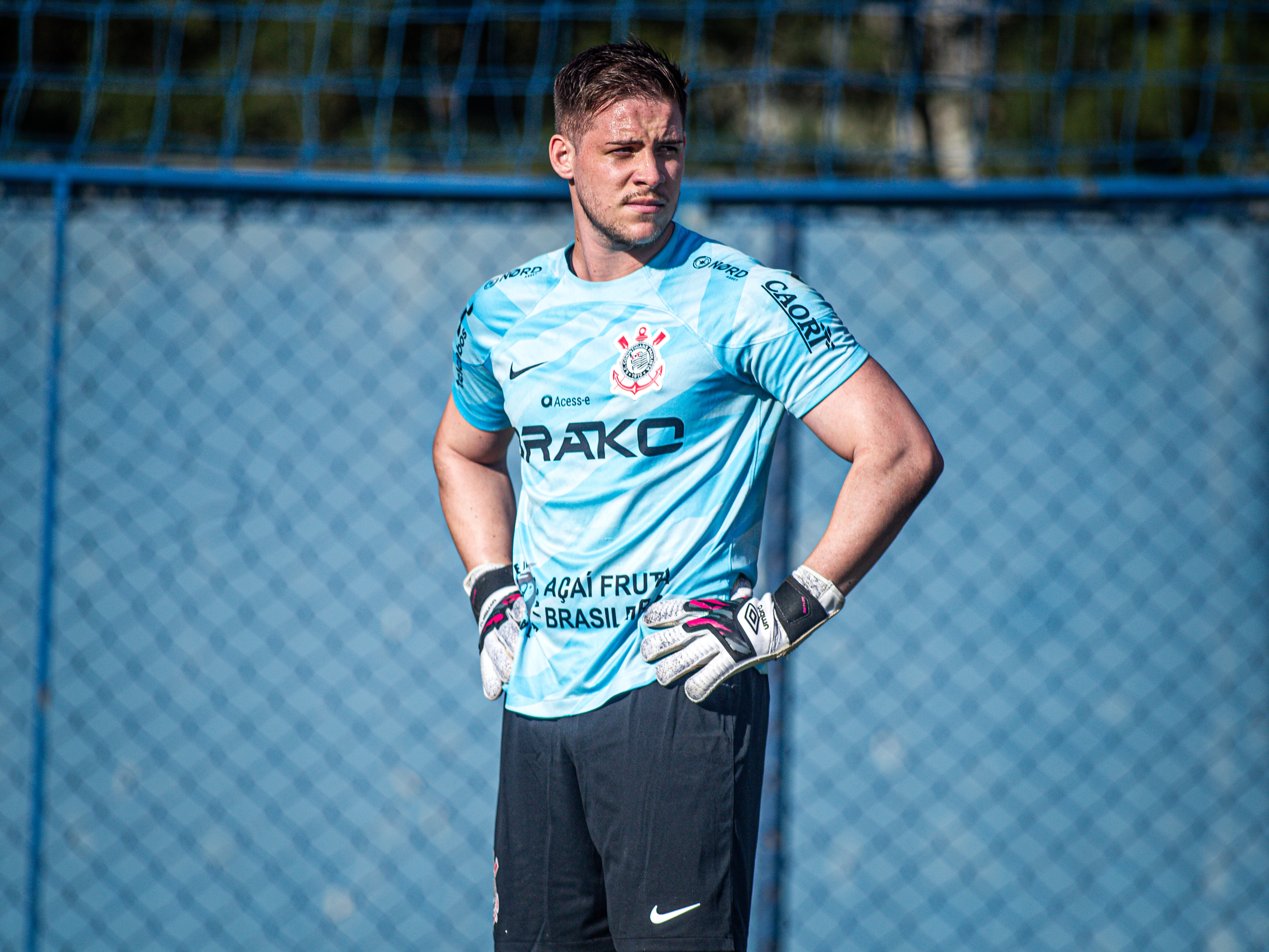
Em atividade pelo Corinthians Fut7

#### Corinthians F7
Em setembro de 2023, é anunciado como novo goleiro do Corinthians de Futebol 7, para ajudar o Timão na disputa do Mundial de Clubes que aconteceria no México. Nas poucas oportunidades que teve ao longo de um ano de clube, sendo mais acionado em situações de pênaltis, fez partidas seguras, sendo campeão do Troféu Federação SP 2024, defendendo o pênalti decisivo contra o Nacional-SP, e da Copa dos Campeões no Espírito Santo, em cima da equipe do Botafogo-RJ. Chegou também ao vice-campeonato da Liga das Américas, perdendo a final para o Resenha-PI. No histórico com a equipe alvinegra, foram 6 pênaltis defendidos em um total de 11 cobranças no período, com destaque para as duas penalidades que classificaram a equipe contra a Chapecoense na Liga Nacional de 2023.

#### G3X FC

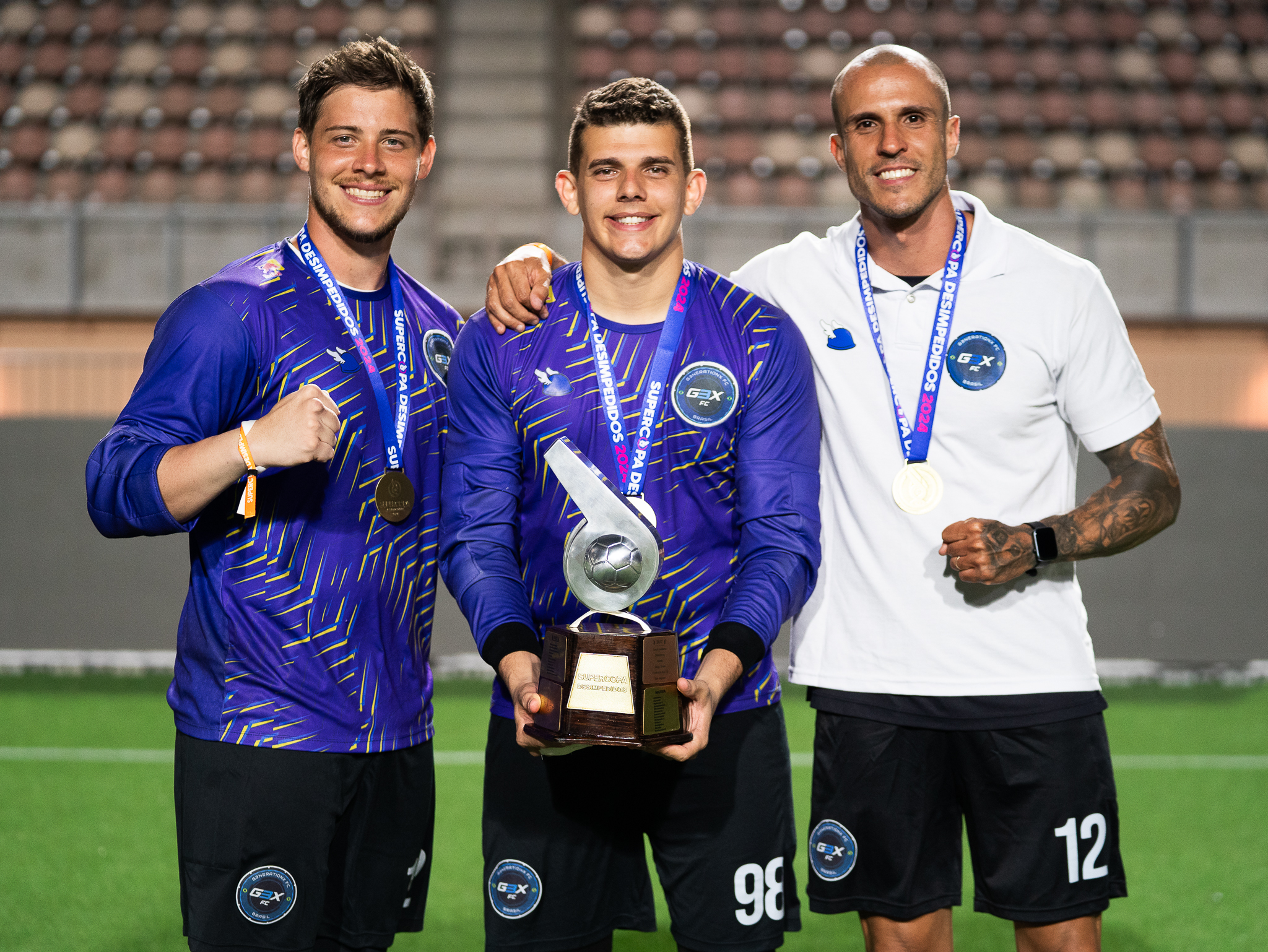
Igor, Barata e Tato, na SCD 2024

Após breve passagem pelo projeto de futebol 7 da LOUD, 2024 é o ano que surge a oportunidade de vestir a camisa do time de Gaules, que havia recentemente sido vice-campeão da Kings League World Cup no México, mas desta vez na Supercopa Desimpedidos do mesmo ano, onde o G3X teve controle total das partidas até chegar a final, com destaque para a goleada acachapante por 4 a 0 sobre a equipe Vosso Tiger. 
Na final já esperada, partida dura contra a equipe da Furia, com quem criou-se uma rivalidade vinda da Kings World Cup do mesmo ano, onde o G3X avançou às semifinais do torneio por 5 a 3. Na Supercopa, um jogo que não decepcionou o público no Pacaembu, com boas defesas e um verdadeiro milagre no final da partida, ao fazer uma defesa de trave a trave no momento decisivo do jogo, colocando a Furia no bolso e, posteriormente, dando a assistência para Kelvin Oliveira marcar o gol do primeiro título do G3X FC.

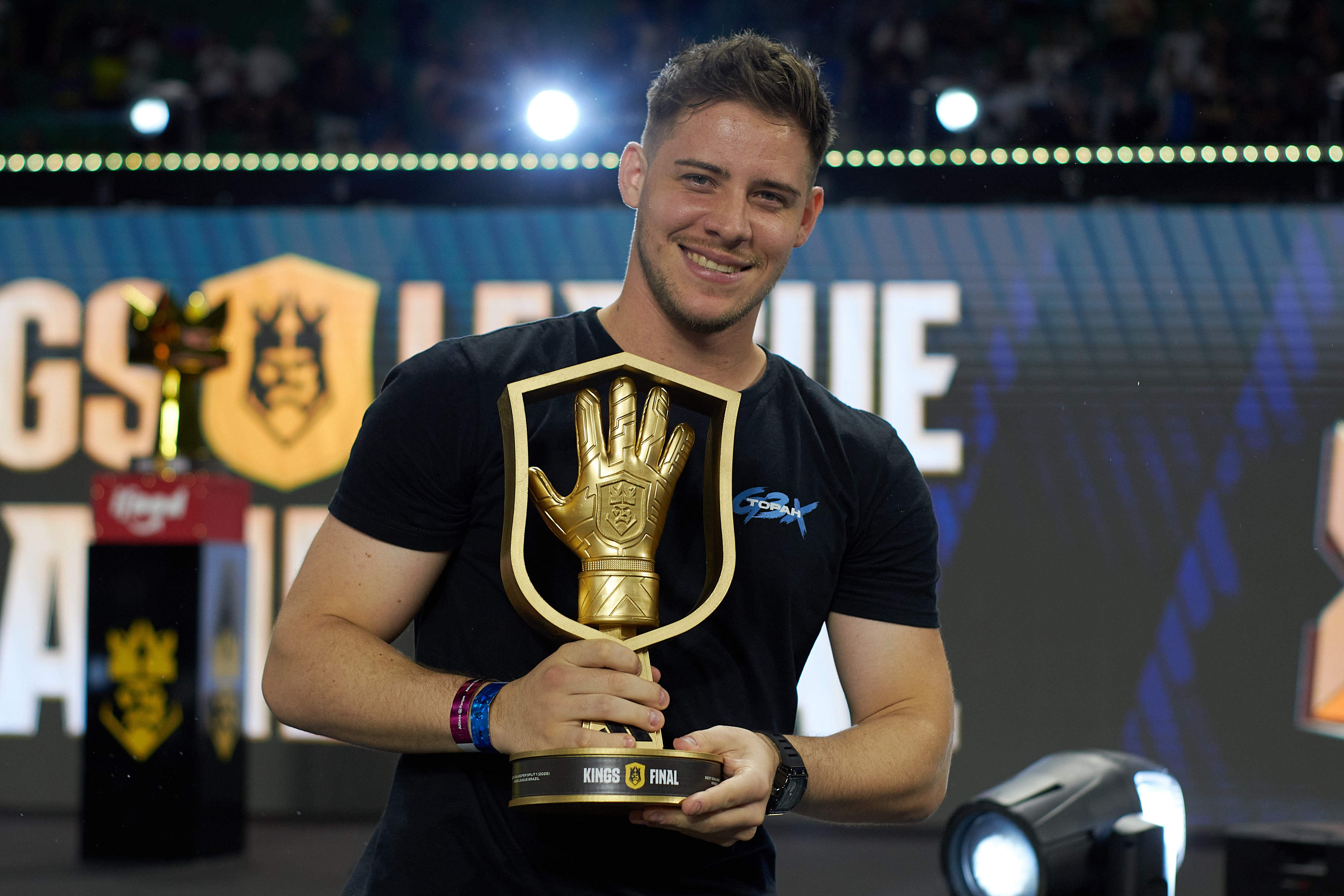
Eleito o Melhor Goleiro da Kings League Brasil 2025

Em março de 2025, na 4ª rodada do draft da Kings League Brasil, foi selecionado para representar novamente a equipe do G3X FC , sendo um dos poucos remanescentes da equipe campeã da Supercopa no ano anterior, junto dos wildcards Kelvin Oliveira, Andreas, Rufino e do meia-atacante Bruno Agnello. 
Ao fim do 1º Split da competição, o G3X acabou por cair nas quartas-de-final, a um jogo de se classificar para o Kings World Cup, o mundial de clubes a ser realizado na França, em derrota por 8 a 4 para a equipe do Dendele, dos influenciadores Paulinho Loko e Luqueta. Foi coroado o Melhor Goleiro da Kings League Brasil, com um total de 71 defesas ao longo dos 10 jogos que disputou.